# Чемпіонат Польщі з хокею 1954
Чемпіонат Польщі з хокею 1954 — 19-ий чемпіонат Польщі з хокею, чемпіоном став клуб Легія Варшава.

## Попередній раунд

### Північна група
| М  | Команда               |
| -- | --------------------- |
| 1. | Легія Варшава         |
| 2. | Гвардія (Бидгощ)      |
| 3. | ЛКС (Лодзь)           |
| 4. | Будовляні (Ополе)     |
| 5. | «Поморжанін» (Торунь) |
| 6. | АЗС (Катовіце)        |

### Південна група
| М  | Команда             |
| -- | ------------------- |
| 1. | Гурник Янув         |
| 2. | Гвардія (Катовіце)  |
| 3. | Спуйня (Новий Тарг) |
| 4. | КТХ Криниця         |

## Другий етап

### Фінальний раунд
| М  | Команда            | І | Ш     | О |
| -- | ------------------ | - | ----- | - |
| 1. | Легія Варшава      | 3 | 21:6  | 6 |
| 2. | Гвардія (Бидгощ)   | 3 | 20:10 | 4 |
| 3. | Гурник Янув        | 3 | 9:10  | 2 |
| 4. | Гвардія (Катовіце) | 3 | 7:31  | 0 |

### 5 - 8 місця
| М  | Команда             | І | Ш     | О |
| -- | ------------------- | - | ----- | - |
| 1. | Спуйня (Новий Тарг) | 3 | 17:11 | 5 |
| 2. | КТХ Криниця         | 3 | 18:15 | 3 |
| 3. | ЛКС (Лодзь)         | 3 | 12:14 | 2 |
| 4. | Будовляні (Ополе)   | 3 | 13:20 | 2 |